# Embaixada do Brasil no Chile
O Palácio Errázuriz Urmeneta é um edifício de inspiração neoclássica localizado no n.º 1656 da Avenida Libertador Bernardo O'Higgins de Santiago de Chile, em pleno Bairro Dieciocho, lugar predilecto da alta sociedade santiaguina do século XIX. Foi construído pelo arquitecto italiano Eusebio Chelli a petição de Maximiano Errázuriz em 1872. A mansão deslumbrou por seu luxo à sociedade da época e foi catalogada por muitos como a melhor casa de Santiago, a pondo por sobre o Palácio Cousiño. Hoje alberga à embaixada do Brasil.
De aspecto sobrio e imponente, o Palácio Errázuriz responde às características formais do neoclássico, com uma clara influência italiana. Sua fachada principal possui 3 volumes, um central de 2 andares, e 2 laterais de 1 andar, que se adiantam formando um extenso terraço, antigamente decorado com esculturas.
É original pelo seu acesso pelo pavilhão oriente e não tanto pelo pórtico de dupla altura, com  colunas jónicas e corintias. Ingressa-se por um grande pátio de honra, evocativo às villas do Renascimento. Uma lógia antecedida pela escalinata de mármore dá as boas-vindas à casa. No seu interior os espaços ordenam-se em torno do grandioso corredor de altura dupla, onde destaca seu elaborado piso com diferentes tipos de mármore.
Todas os salões possuem parqués de finas madeiras e antigamente estavam entelados em seda. Destaca seu grande salão, seu enorme salão de dança, decorado antigamente com relevos e espelhos venecianos, a sala de jantar, o salão de fumar, o salão dos jogos, o salão das tertúlias, a biblioteca, etc.
A casa possuía ao todo 12 salões no primeiro andar e ao menos 10 dormitórios no segundo andar.
A fachada posterior segue os mesmos padrões neoclássicos, destacando-se a loggia curvada que cria um pequeno balcão.
O parque possuía um estilo romântico, mas foi alterado com o passo dos anos, durante os anos 1980 a construção da Estrada Panamericana ocupou grande parte do jardim.

## Seus proprietários
Em 1886 foi vendido a Ramón Cruz Moreno, o maior coleccionista do país, que arranjou a casa sem problemas. Foi pai do reconhecido arquitecto chileno Alberto Cruz Montt.
Em 1907 foi trespassado a Aurelio Valdés Morel, advogado e milionário, que o vendeu em 1925 a Agustín Edwards McClure, fundador do diário El Mercurio, e sua esposa Olga Budge, que converteram a casa no centro social santiaguino por longos anos. Em 1941, o governo do Brasil adquiriu-o para convertê-lo em embaixada, missão que cumpre até hoje.